# Motorrad-Weltmeisterschaft 1956
Die Motorrad-WM-Saison 1956 war die achte in der Geschichte der FIM-Motorrad-Straßenweltmeisterschaft.
In allen Klassen wurden sechs Rennen ausgetragen.

## Punkteverteilung
| Punktewertung | Punktewertung | Punktewertung | Punktewertung | Punktewertung | Punktewertung | Punktewertung |
| ------------- | ------------- | ------------- | ------------- | ------------- | ------------- | ------------- |
| Platz         | 1             | 2             | 3             | 4             | 5             | 6             |
| Punkte        | 8             | 6             | 4             | 3             | 2             | 1             |

In die Wertung kamen bei weniger als acht ausgetragenen Rennen die besten vier Resultate, wurden acht oder mehr Rennen ausgetragen wurden die fünf besten erzielten Resultate in die WM-Wertung einbezogen.

## Wissenswertes

### Todesfälle
- Der Südafrikaner Eddie Grant kam Anfang August 1956 bei einem Rennen im französischen Villefranche-de-Rouergue ums Leben.
- Derek Ennett, der von der Isle of Man stammte, verunglückte am 9. August 1956 beim 350-cm³-Rennen um den Ulster Grand Prix tödlich.
- Der Betzinger NSU-Werksfahrer Hans Baltisberger erlag am 26. August 1956 den schweren Verletzungen, die er sich kurz zuvor bei einem Sturz im Rennen um den Großen Preis der Tschechoslowakei in Brünn zugezogen hatte.
- Der 14-malige niederländische Motorrad-Meister Lo Simons verunglückte am 23. September 1956 bei einem Rennen Kristianstad, Schweden tödlich, nachdem er wegen eines gebrochenen Pleuels zu Sturz gekommen war.

## 500-cm³-Klasse

### Rennergebnisse
|   | Datum  | Rennen                 | Strecke           | Platz 1       | Platz 2         | Platz 3         | Schn. Rennrunde                |
| - | ------ | ---------------------- | ----------------- | ------------- | --------------- | --------------- | ------------------------------ |
| 1 | 08.06. | 38. Isle of Man TT     | Mountain Course   | John Surtees  | John Hartle     | Jack Brett      | John Surtees                   |
| 2 | 30.06. | 26. Dutch TT           | Assen             | John Surtees  | Walter Zeller   | Eddie Grant     | John Surtees                   |
| 3 | 08.07. | 29. GP von Belgien     | Spa-Francorchamps | John Surtees  | Walter Zeller   | Pierre Monneret | Geoff Duke                     |
| 4 | 22.07. | 20. GP von Deutschland | Solitude          | Reg Armstrong | Umberto Masetti | Pierre Monneret | Bill Lomas                     |
| 5 | 11.08. | 28. Ulster GP          | Dundrod           | John Hartle   | Bob Brown       | Peter Murphy    | Geoff Duke                     |
| 6 | 09.09. | 34. GP der Nationen    | Monza             | Geoff Duke    | Libero Liberati | Pierre Monneret | Geoff Duke und Libero Liberati |

### Fahrerwertung
| 1  | John Surtees    | MV Agusta | 24 |
| 2  | Walter Zeller   | BMW       | 16 |
| 3  | John Hartle     | Norton    | 14 |
| 4  | Pierre Monneret | Gilera    | 12 |
| 5  | Reg Armstrong   | Gilera    | 11 |
| 6  | Umberto Masetti | MV Agusta | 9  |
| 7  | Geoff Duke      | Gilera    | 8  |
| 8  | Bob Brown       | Matchless | 6  |
|    | Libero Liberati | Gilera    | 6  |
| 10 | Eddie Grant (†) | Norton    | 6  |
| 11 | Jack Brett      | Norton    | 5  |
| 12 | Peter Murphy    | Matchless | 4  |

|    | Keith Bryen      | Norton     | 4 |
| 14 | Gerold Klinger   | BMW        | 3 |
|    | Geoff Tanner     | Norton     | 3 |
| 16 | Bill Lomas       | Moto Guzzi | 2 |
|    | Paul Fahey       | Matchless  | 2 |
|    | Alfredo Milani   | Gilera     | 2 |
|    | Wilfred Herron   | Norton     | 2 |
|    | Carlo Bandirola  | MV Agusta  | 2 |
| 21 | Derek Ennett (†) | Matchless  | 1 |
|    | Ernst Hiller     | BMW        | 1 |
|    | Auguste Goffin   | Norton     | 1 |

### Konstrukteurswertung
| 1 | MV Agusta  | 30 (32) |
| 2 | Gilera     | 20      |
| 3 | Norton     | 20 (21) |
| 4 | BMW        | 18 (19) |
| 5 | Matchless  | 9       |
| 6 | Moto Guzzi | 2       |

(Punkte in Klammern inklusive Streichresultate)

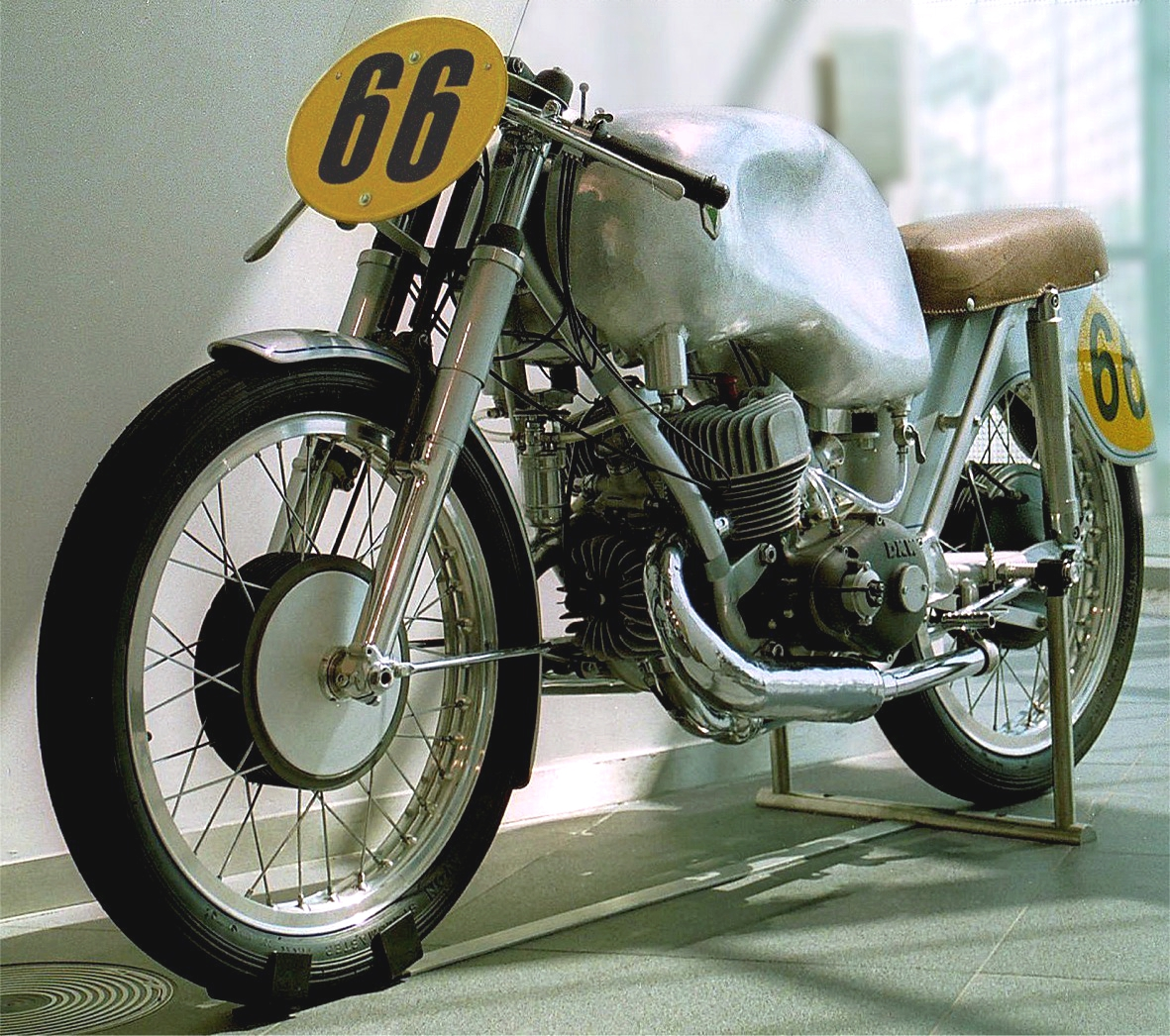
Eine DKW RM 350, Spitzname „Singende Säge“, wie sie 1956 vom DKW-Werksteam eingesetzt wurde.

## 350-cm³-Klasse

### Rennergebnisse
|   | Datum  | Rennen                 | Strecke           | Platz 1         | Platz 2      | Platz 3         | Schn. Rennrunde |
| - | ------ | ---------------------- | ----------------- | --------------- | ------------ | --------------- | --------------- |
| 1 | 08.06. | 38. Isle of Man TT     | Mountain Course   | Ken Kavanagh    | Derek Ennett | John Hartle     | Ken Kavanagh    |
| 2 | 30.06. | 26. Dutch TT           | Assen             | Bill Lomas      | John Surtees | August Hobl     | Bill Lomas      |
| 3 | 08.07. | 29. GP von Belgien     | Spa-Francorchamps | John Surtees    | August Hobl  | Cecil Sandford  | Bill Lomas      |
| 4 | 22.07. | 20. GP von Deutschland | Solitude          | Bill Lomas      | August Hobl  | Dickie Dale     | Bill Lomas      |
| 5 | 09.08. | 28. Ulster GP          | Dundrod           | Bill Lomas      | Dickie Dale  | John Hartle     | Bill Lomas      |
| 6 | 09.09. | 34. GP der Nationen    | Monza             | Libero Liberati | Dickie Dale  | Roberto Colombo | Libero Liberati |

### Fahrerwertung
| 1  | Bill Lomas       | Moto Guzzi          | 24      |
| 2  | August Hobl      | DKW                 | 17      |
| 3  | Dickie Dale      | Moto Guzzi          | 17      |
| 4  | John Surtees     | MV Agusta           | 14      |
| 5  | Cecil Sandford   | DKW                 | 13 (15) |
| 6  | Ken Kavanagh     | Moto Guzzi          | 10      |
| 7  | Libero Liberati  | Gilera              | 8       |
| 8  | John Hartle      | Norton              | 8       |
| 9  | Derek Ennett (†) | A.J.S. / Moto Guzzi | 6       |
| 10 | Karl Hofmann     | DKW                 | 6       |

| 11 | Roberto Colombo | MV Agusta | 4 |
| 12 | Jack Brett      | Norton    | 3 |
| 13 | Hans Bartl      | DKW       | 3 |
| 14 | Eddie Grant (†) | Norton    | 2 |
|    | Umberto Masetti | MV Agusta | 2 |
|    | Peter Murphy    | A.J.S.    | 2 |
| 17 | Alan Trow       | Norton    | 1 |
|    | Bob Matthews    | Norton    | 1 |
|    | Bob Brown       | A.J.S.    | 1 |

(Punkte in Klammern inklusive Streichresultate)

### Konstrukteurswertung
| 1 | Moto Guzzi | 32 (38) |
| 2 | DKW        | 19 (22) |
| 3 | MV Agusta  | 18      |
| 4 | Norton     | 9       |
| 5 | Gilera     | 8       |
| 6 | A.J.S.     | 8       |

(Punkte in Klammern inklusive Streichresultate)

## 250-cm³-Klasse

### Rennergebnisse
|   | Datum  | Rennen                 | Strecke           | Platz 1       | Platz 2           | Platz 3           | Schn. Rennrunde   |
| - | ------ | ---------------------- | ----------------- | ------------- | ----------------- | ----------------- | ----------------- |
| 1 | 06.06. | 38. Isle of Man TT     | Mountain Course   | Carlo Ubbiali | Roberto Colombo   | Hans Baltisberger | Hans Baltisberger |
| 2 | 30.06. | 26. Dutch TT           | Assen             | Carlo Ubbiali | Luigi Taveri      | Enrico Lorenzetti | Carlo Ubbiali     |
| 3 | 08.07. | 29. GP von Belgien     | Spa-Francorchamps | Carlo Ubbiali | Luigi Taveri      | Horst Kassner     | Enrico Lorenzetti |
| 4 | 22.07. | 20. GP von Deutschland | Solitude          | Carlo Ubbiali | Luigi Taveri      | Remo Venturi      | Carlo Ubbiali     |
| 5 | 09.08. | 28. Ulster GP          | Dundrod           | Luigi Taveri  | Sammy Miller      | Arthur Wheeler    | Carlo Ubbiali     |
| 6 | 09.09. | 34. GP der Nationen    | Monza             | Carlo Ubbiali | Enrico Lorenzetti | Remo Venturi      | Carlo Ubbiali     |

### Fahrerwertung
| 1  | Carlo Ubbiali         | MV Agusta  | 32 (40) |
| 2  | Luigi Taveri          | MV Agusta  | 26 (29) |
| 3  | Enrico Lorenzetti     | Moto Guzzi | 10      |
| 4  | Roberto Colombo       | MV Agusta  | 9       |
| 5  | Horst Kassner         | NSU        | 9       |
| 6  | Remo Venturi          | Moto Guzzi | 8       |
| 7  | Sammy Miller          | NSU        | 7       |
| 8  | Hans Baltisberger (†) | NSU        | 7       |
| 9  | Arthur Wheeler        | Moto Guzzi | 5       |
| 10 | Kees Koster           | NSU        | 3       |

|    | Bob Coleman       | NSU        | 3 |
| 12 | František Bartoš  | ČZ         | 3 |
|    | Lo Simons (†)     | NSU        | 2 |
|    | Bob Brown         | NSU        | 2 |
|    | Bill Maddrick     | Moto Guzzi | 2 |
|    | Alano Montanari   | Moto Guzzi | 2 |
| 17 | Jirí Košt'ír      | ČZ         | 1 |
|    | Jean-Pierre Bayle | NSU        | 1 |
|    | Roland Heck       | NSU        | 1 |
|    | Maurice Büla      | NSU        | 1 |

(Punkte in Klammern inklusive Streichresultate)

### Konstrukteurswertung
| 1 | MV Agusta  | 32 (48) |
| 2 | NSU        | 17 (20) |
| 3 | Moto Guzzi | 15      |
| 4 | ČZ         | 3       |

(Punkte in Klammern inklusive Streichresultate)

## 125-cm³-Klasse

### Rennergebnisse
|   | Datum  | Rennen                 | Strecke           | Platz 1       | Platz 2            | Platz 3            | Schn. Rennrunde   |
| - | ------ | ---------------------- | ----------------- | ------------- | ------------------ | ------------------ | ----------------- |
| 1 | 06.06. | 38. Isle of Man TT     | Clypse Course     | Carlo Ubbiali | Marcel Cama        | Francisco González | Carlo Ubbiali     |
| 2 | 30.06. | 26. Dutch TT           | Assen             | Carlo Ubbiali | Luigi Taveri       | August Hobl        | Carlo Ubbiali     |
| 3 | 08.07. | 29. GP von Belgien     | Spa-Francorchamps | Carlo Ubbiali | Fortunato Libanori | Pierre Monneret    | Romolo Ferri      |
| 4 | 22.07. | 20. GP von Deutschland | Solitude          | Romolo Ferri  | Carlo Ubbiali      | Tarquinio Provini  | Romolo Ferri      |
| 5 | 11.08. | 28. Ulster GP          | Dundrod           | Carlo Ubbiali | Romolo Ferri       | Bill Webster       | Carlo Ubbiali     |
| 6 | 09.09. | 34. GP der Nationen    | Monza             | Carlo Ubbiali | Tarquinio Provini  | Renato Sartori     | Tarquinio Provini |

### Fahrerwertung
| 1 | Carlo Ubbiali      | MV Agusta   | 32 (46) |
| 2 | Romolo Ferri       | Gilera      | 14      |
| 3 | Luigi Taveri       | MV Agusta   | 12      |
| 4 | Tarquinio Provini  | F.B Mondial | 10      |
| 5 | Fortunato Libanori | MV Agusta   | 9       |
| 6 | Marcel Cama        | Montesa     | 6       |
| 7 | August Hobl        | DKW         | 6       |
| 8 | Karl Hofmann       | DKW         | 5       |
| 9 | Francisco González | Montesa     | 4       |
|   | Pierre Monneret    | Gilera      | 4       |
|   | Bill Webster       | MV Agusta   | 4       |

|    | Renato Sartori   | F.B Mondial | 4 |
| 13 | Cecil Sandford   | F.B Mondial | 4 |
| 14 | Enrico Sirera    | Montesa     | 3 |
|    | Bill Maddrick    | MV Agusta   | 3 |
| 16 | Dave Chadwick    | LEF         | 2 |
|    | Frank Cope       | MV Agusta   | 2 |
|    | Sandro Artusi    | Ducati      | 2 |
| 19 | Václav Parus     | ČZ          | 1 |
|    | František Bartoš | ČZ          | 1 |
|    | John Grace       | Montesa     | 1 |

### Konstrukteurswertung
| 1 | MV Agusta   | 32 (46) |
| 2 | Gilera      | 18      |
| 3 | F.B Mondial | 13      |
| 4 | DKW         | 7       |
| 5 | Montesa     | 6       |
| 6 | LEF         | 2       |
|   | Ducati      | 2       |
| 8 | ČZ          | 2       |

(Punkte in Klammern inklusive Streichresultate)

## Gespanne (500 cm³)

### Rennergebnisse
|   | Datum  | Rennen                 | Strecke           | Platz 1                             | Platz 2                             | Platz 3                             | Schn. Rennrunde                |
| - | ------ | ---------------------- | ----------------- | ----------------------------------- | ----------------------------------- | ----------------------------------- | ------------------------------ |
| 1 | 08.06. | 38. Isle of Man TT     | Clypse Course     | Fritz Hillebrand / Manfred Grunwald | Pip Harris / Ray Campbell           | Bill Boddice / William Storr        | Wilhelm Noll / Fritz Cron      |
| 2 | 30.06. | 26. Dutch TT           | Assen             | Fritz Hillebrand / Manfred Grunwald | Wilhelm Noll / Fritz Cron           | Cyril Smith / Stanley Dibben        | Pip Harris / Ray Campbell      |
| 3 | 08.07. | 29. GP von Belgien     | Spa-Francorchamps | Wilhelm Noll / Fritz Cron           | Pip Harris / Ray Campbell           | Bob Mitchell / Eric Bliss           | Cyril Smith / Stanley Dibben   |
| 4 | 22.07. | 20. GP von Deutschland | Solitude          | Wilhelm Noll / Fritz Cron           | Fritz Hillebrand / Manfred Grunwald | Helmut Fath / Emil Ohr              | Wilhelm Noll / Fritz Cron      |
| 5 | 11.08. | 28. Ulster GP          | Dundrod           | Wilhelm Noll / Fritz Cron           | Pip Harris / Ray Campbell           | Florian Camathias / Maurice Büla    | Wilhelm Noll / Fritz Cron      |
| 6 | 09.09. | 34. GP der Nationen    | Monza             | Albino Milani / Rossano Milani      | Pip Harris / Ray Campbell           | Fritz Hillebrand / Manfred Grunwald | Albino Milani / Rossano Milani |

### Fahrerwertung
| 1  | Wilhelm Noll      | Fritz Cron       | BMW    | 30      |
| 2  | Fritz Hillebrand  | Manfred Grunwald | BMW    | 26 (29) |
| 3  | Pip Harris        | Ray Campbell     | Norton | 24      |
| 4  | Bob Mitchell      | Eric Bliss       | Norton | 10      |
| 5  | Florian Camathias | Maurice Büla     | BMW    | 9       |
| 6  | Albino Milani     | Rossano Milani   | Gilera | 8       |
| 7  | Cyril Smith       | Stanley Dibben   | Norton | 6       |
|    | Helmut Fath       | Emil Ohr         | BMW    | 6       |
| 9  | Bill Boddice      | William Storr    | Norton | 4       |
| 10 | Walter Schneider  | Hans Strauß      | BMW    | 3       |
| 11 | Jacques Drion     | Inge Stoll       | BMW    | 4       |
| 12 | Frank Taylor      | Ron Taylor       | Norton | 4       |
| 13 | Jackie Beeton     | Les Nutt         | Norton | 2       |
| 14 | Bill Beevers      | Jeff Mundy       | Norton | 2       |
| 15 | Ernie Walker      | Dun Roberts      | Norton | 1       |
|    | Loni Neußner      | Dieter Hess      | BMW    | 1       |
|    | Jack Wijns        | Mick Woollett    | BMW    | 1       |

(Punkte in Klammern inklusive Streichresultate)

### Konstrukteurswertung
| 1 | BMW    | 32 (44) |
| 2 | Norton | 24 (30) |
| 3 | Gilera | 8       |

(Punkte in Klammern inklusive Streichresultate)